# SS Ste Claire
L' SS Ste. Claire est un bateau à vapeur situé à Détroit dans le Michigan. Construit en 1910, il fut l'un des derniers bateaux à vapeur d'excursion à hélice à être exploité sur les Grands Lacs. Il a été déclaré monument historique national des États-Unis en 1992.
Le 6 juillet 2018, un incendie dévastateur a détruit les ponts supérieurs, ne laissant que la structure en acier, alors qu'il était amarré sur la rivière Détroit. L'incendie n'a pas pu être maîtrisé et a détruit les boiseries historiques en acajou et les ponts supérieurs. "Oui, elle a 110 ans, mais elle est bien bâtie et elle a survécu", a déclaré Ron Kattoo, copropriétaire du bateau. « Nous sommes sur le point de restaurer l'endroit où il s'agissait d'une structure en acier prête à être reconstruite. »  À partir de 2019, le navire est amarré à Riverside Marina à Détroit.

## Préservation
Il a été classé au registre national des lieux historiques le 2 novembre 1979 et nommé National Historic Landmark le 6 juillet 1992.